# Jaladagere, Kunigal
Jaladagere là một làng thuộc tehsil Kunigal, huyện Tumkur, bang Karnataka, Ấn Độ.